# Чернатешти (Долж)
Чернатешти (рум. Cernăteşti) насеље је у Румунији у округу Долж у општини Чернатешти. Oпштина се налази на надморској висини од 169 m.

## Становништво
Према подацима из 2002. године у насељу је живело 2214 становника, од којих су сви румунске националности.

### Хронологија
| Година       | 1992 | 1993 | 1994 | 1995 | 1996 | 1997 | 1998 | 1999 | 2000 | 2001 | 2002 | 2003 | 2004 | 2005 | 2006 | 2007 | 2008 | 2009 | 2010 | 2011 | 2012 | 2013 | 2014 | 2015 | 2016 | 2017 |
| ------------ | ---- | ---- | ---- | ---- | ---- | ---- | ---- | ---- | ---- | ---- | ---- | ---- | ---- | ---- | ---- | ---- | ---- | ---- | ---- | ---- | ---- | ---- | ---- | ---- | ---- | ---- |
| Становништво | 2578 | 2496 | 2474 | 2426 | 2380 | 2320 | 2293 | 2290 | 2275 | 2234 | 2188 | 2136 | 2106 | 2074 | 2055 | 2037 | 1979 | 1942 | 1917 | 1881 | 1871 | 1839 | 1812 | 1790 | 1796 | 1760 |